# Combretum foliatum
Combretum foliatum är en tvåhjärtbladig växtart som beskrevs av William Grant Craib. Combretum foliatum ingår i släktet Combretum och familjen Combretaceae. Inga underarter finns listade i Catalogue of Life.